# Kozlany u Vyškova
Kozlany (deutsch Koslan, früher Kozlan) ist eine Gemeinde in Tschechien. Sie liegt neun Kilometer südlich von Vyškov und gehört zum Okres Vyškov.

## Geographie
Kozlany befindet sich am nordwestlichen Fuße der Litenčické vrchy in der Talmulde des Baches Rostěnický potok. Nördlich erhebt sich der Holý kopec (374 m), im Osten die Homole (336 m) sowie südwestlich der Malý Povětrník (316 m) und Větrník (394 m).
Nachbarorte sind Bohdalice und Vážany im Norden, Pavlovice im Nordosten, Staré Hvězdlice im Osten, Nové Hvězdlice, Komorov, Uhřice und Roštoutky im Südosten, Šardičky und Kojátky im Süden, Bohaté Málkovice, Letonice und Dražovice im Südwesten, Podbřežice im Westen sowie Lysovice und Kučerov im Nordwesten.

## Geschichte

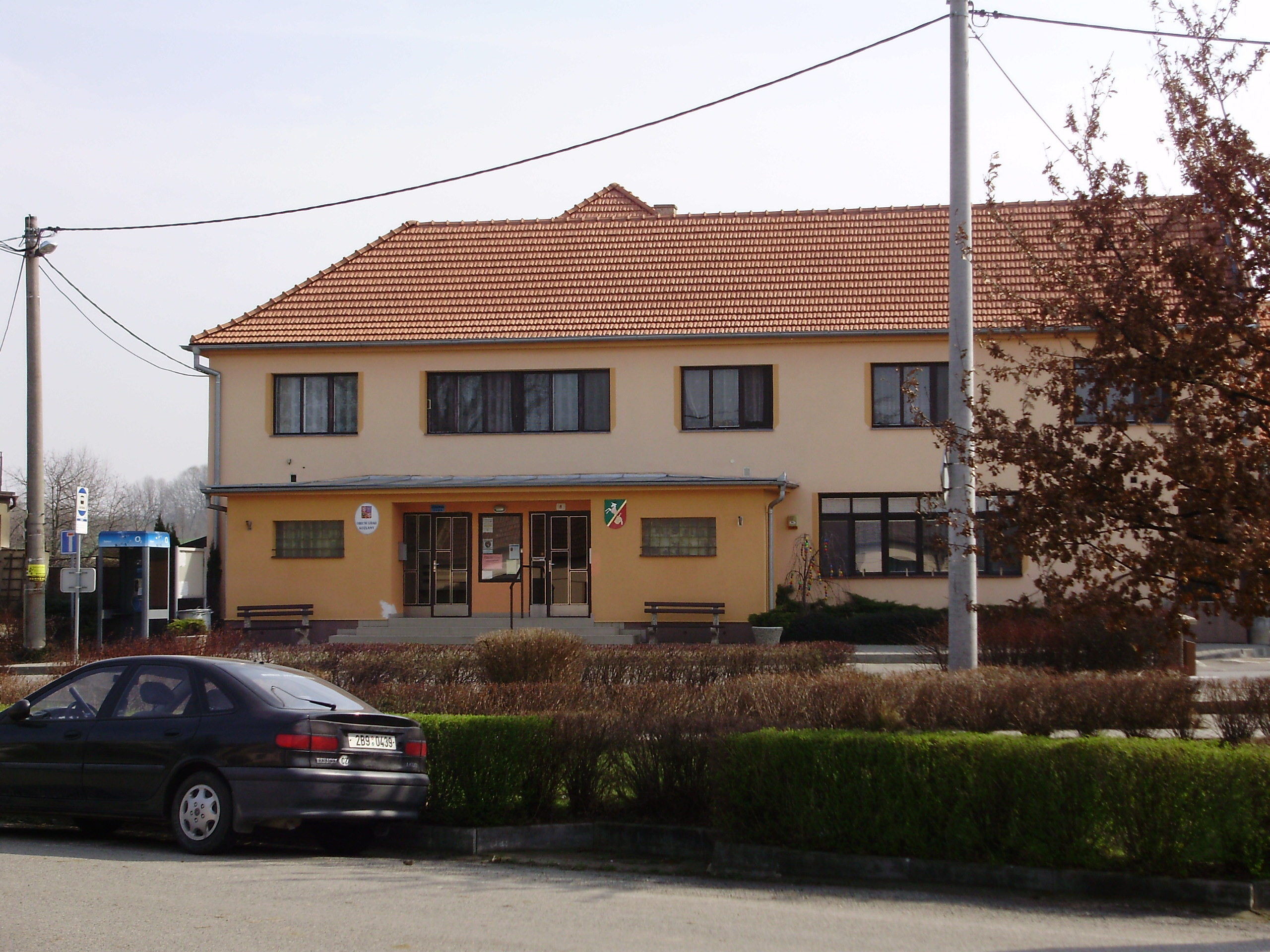
Gemeindeamt

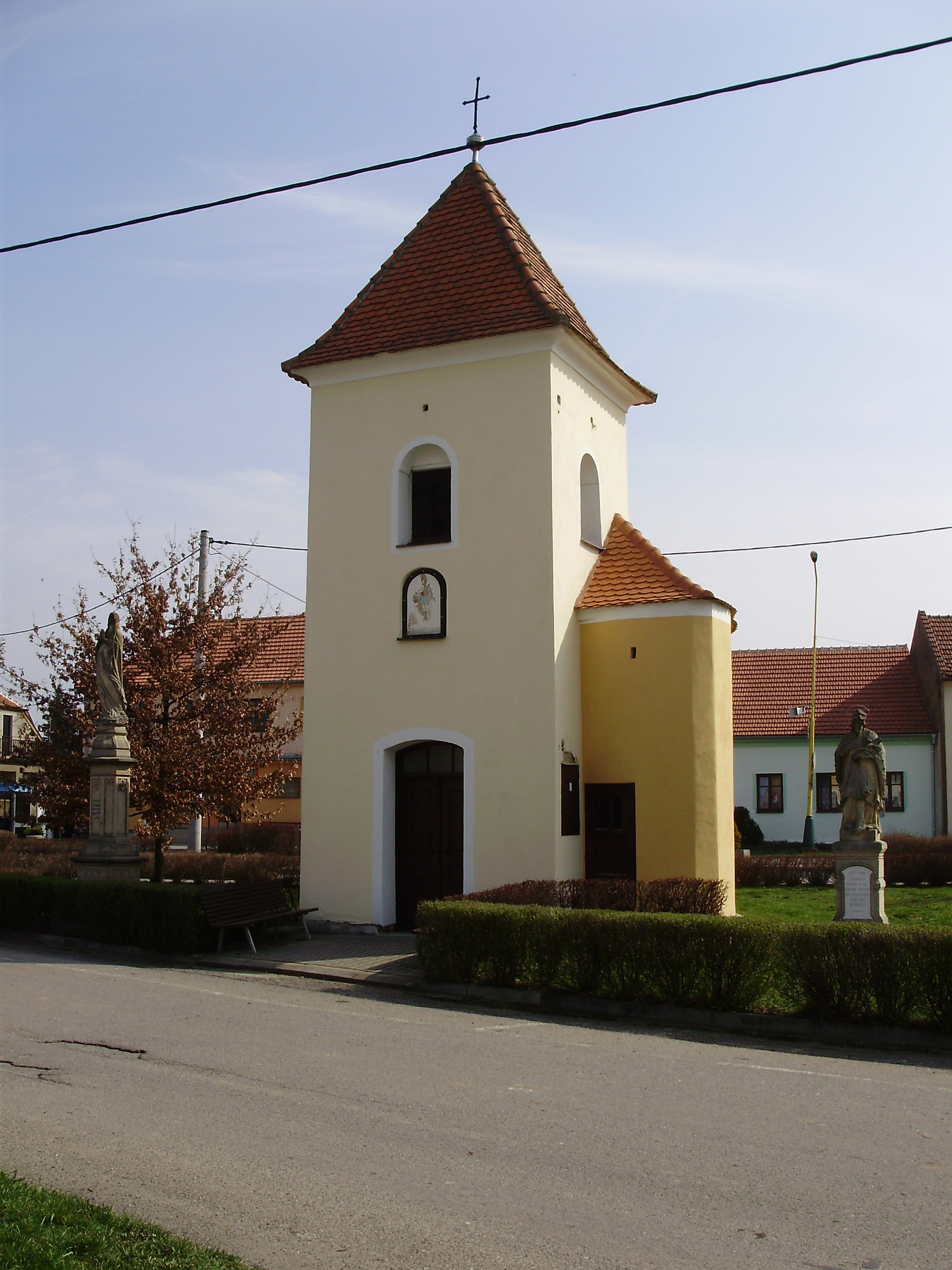
Kapelle des hl. Florian

Die erste urkundliche Erwähnung von Kozlany erfolgte im Jahre 1360 als der Vladike Svatoch von Nezamyslice seinem Schwiegersohn Racek von Bičice die Einkünfte aus zwei Huben des Dorfes überschrieb. 1376 verkauften die Vladiken von Nezamyslice Kozlany an das Augustinerkloster St. Thomas in Brünn. Die Augustiner schlossen Kozlany an das Gut Hvězdlice an und betrieben in Kozlany einen Meierhof. Vor dem Dreißigjährigen Krieg war Kozlany mehrheitlich von Deutschen besiedelt. Infolge der Kriegswirren verödete das Dorf und später siedelte der Orden Tschechen an. Das älteste Ortssiegel stammt aus der Mitte des 18. Jahrhunderts.
Nach der Aufhebung der Patrimonialherrschaften bildete Kozlany ab 1850 eine Gemeinde in der Bezirkshauptmannschaft Wischau. Zum Ende des 19. Jahrhunderts hatte die Gemeinde 550 Einwohner. 1950 wurde Kozlany dem neugebildeten Okres Bučovice zugeordnet und kam nach dessen Auflösung mit Beginn des Jahres 1961 zum Okres Vyškov zurück. 1976 erfolgte der Zusammenschluss mit Bohdalice-Pavlovice zur Gemeinde Bohdalice-Kozlany. Diese löste sich 1990 wieder auf. Seit 1998 führt die Gemeinde ein Wappen und Banner.

## Gemeindegliederung
Für die Gemeinde Kozlany sind keine Ortsteile ausgewiesen.

## Sehenswürdigkeiten
- Kapelle des hl. Florian am Dorfanger
- Aussichtsturm auf dem Holý kopec